# Pietro D'Achiardi
Pietro D'Achiardi, né le 28 octobre 1879 à Pise et mort le 18 décembre 1940 à Rome, est un peintre, historien de l'art, critique d'art et directeur de musée italien. 

## Biographie
Fils d'Antonio, éminent minéraliste, et de Marianna Camici, Pietro D'Achiardi naît le 28 octobre 1879 à Pise.
Il obtient une bourse de trois ans, à utiliser pendant deux ans à Rome et un an à l'étranger.  Ainsi, entre 1905 et 1906, il peut visiter les principaux pays européens et compléter sa formation par l'étude en direct des œuvres des grands maîtres conservées dans les musées. Il s'occupe d'art sacré, aussi bien en tant qu'érudit, consacrant de nombreux essais et conférences à ce sujet, qu'en tant qu'artiste, exécutant des œuvres pour des églises, surtout en Terre sainte. Pietro D'Achiardi meurt le 18 décembre 1940 à Rome.